# Famille von Lochow
La famille von Lochow (également Lochaw) est le nom d'une ancienne famille noble du Brandebourg. Les seigneurs de Lochow appartiennent à l'ancienne noblesse du pays de l'Havel. Le lieu éponyme Lochow, avec la maison ancestrale déjà décrite comme déserte en 1375, est aujourd'hui un quartier de la commune de Stechow-Ferchesar près de Rathenow. Des branches de la famille existent encore aujourd'hui.
La famille brandebourgeoise de Lochow ne doit pas être confondue avec la famille saxonne von der Lochau (de), qui possède des armoiries différentes.

## Histoire

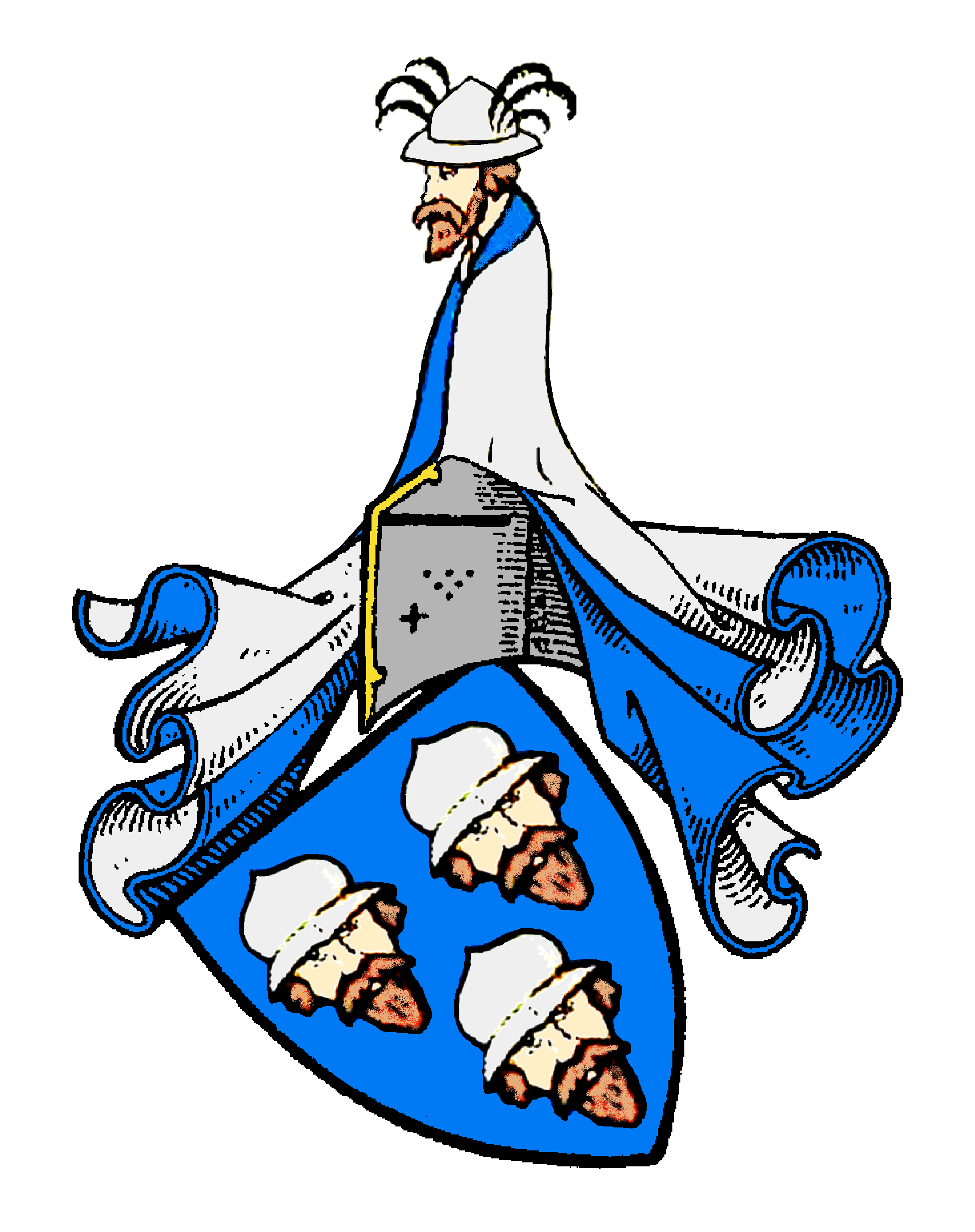
Armoiries de la famille von Lochow

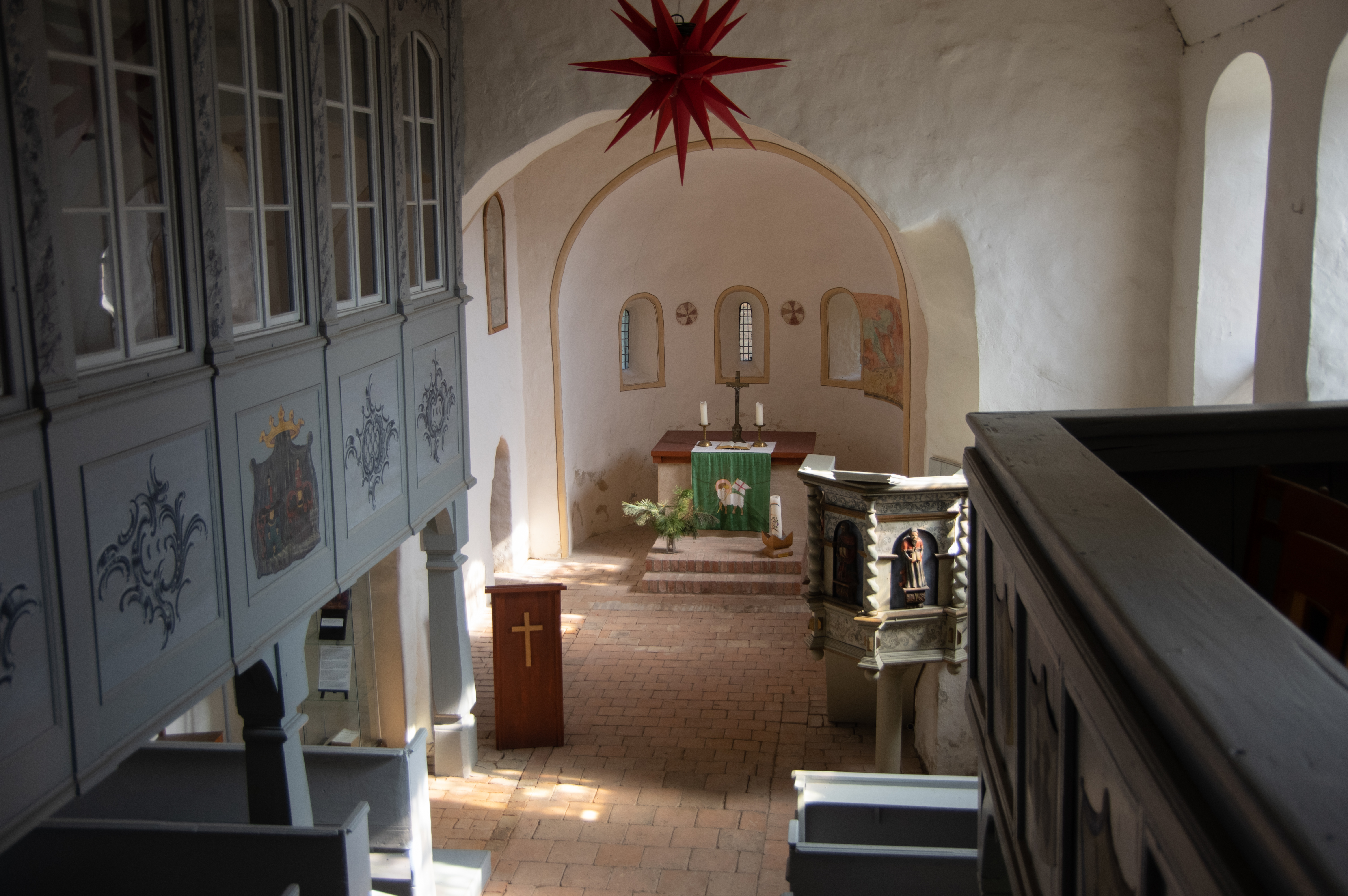
, à gauche la loge patronale de Lochow

La famille apparaît pour la première fois dans des documents en 1241 avec Christianus de Lochowe. La lignée confirmée commence vers 1400.
En 1616, Ludwig von Lochow est doyen et prévôt de la cathédrale de Brandebourg. Son cousin Cuno von Lochow (mort en 1623) est chanoine de Magdebourg et prévôt de Havelberg en 1617. Plus tard, les membres de la famille entrent au service du Brandebourg-Prusse et deviennent officiers dans l'armée prussienne.
Les terres de la Marche de Brandebourg sont très tôt agrandies. Cependant, des relations féodales existent également avec les seigneurs territoriaux voisins. Dès 1375, les seigneuries de Gröningen, Liepe et Zachow, dans l'ouest du pays de l'Havel, sont la propriété de la famille. Dans l'archevêché de Magdebourg, Bergzow est acquise en 1458, Kützkow en 1480 et plus tard également Derben, Seedorf et Ferchland. De 1482 à 1694, le domaine de Nennhausen, détenu en fief par l'évêque de Brandebourg, fait également partie des propriétés. Selon une vieille légende, le château de la famille von Lochow, accompagné d'un cortège nuptial, aurait coulé dans le lac et serait apparu là dans le brouillard à la fin de l'automne. En 1618, Cuno von Lochow, chanoine de Magdebourg et prévôt de Havelberg, est inféodé à la seigneurie de Rheinsberg. Après l'extinction de la lignée locale, elle échoit au Grand Électeur.
De 1601 à 1945, un autre domaine, Lübnitz, situé dans le Haut Flamain, est acquis, qui reste en possession de la famille jusqu'en 1945. Les derniers propriétaires sont Kunz von Lochow, sa veuve Editha von Lochow-Lübnitz, née von Brösigke-Kammer, et leurs enfants comme copropriétaires. Lübnitz est divisée en manoirs I. et II., intitulés dans les sources officielles des carnets d'adresses des domaines d'Ober- et d'Unterhof

Le domaine de Petkus avec Kaltenhausen est entré en possession de la famille von Lochow par héritage de la famille von Thümen en 1816. Ferdinand von Lochow (de) (1849–1924), le « roi du seigle », est celui qui fait connaître le nom de Petkus dans toute l'Europe grâce à ses succès de sélection (Semences de seigle de Petkus). Pendant quelques années, Petkus possède également les domaines de Zieckau près de Luckau (Basse-Lusace) et, pendant une courte période, le domaine voisin de Heinsdorf. En 1945, à la suite de la réforme agraire dans la zone d'occupation soviétique, la totalité de la propriété est expropriée sans indemnisation, y compris le domaine de Gülzow dans le Mecklembourg, acquis en 1921, et la famille est expulsée. Ferdinand von Lochow père et junior louent d'abord des terres foncières après la réunification allemande en 1990, puis les ont progressivement réacquises

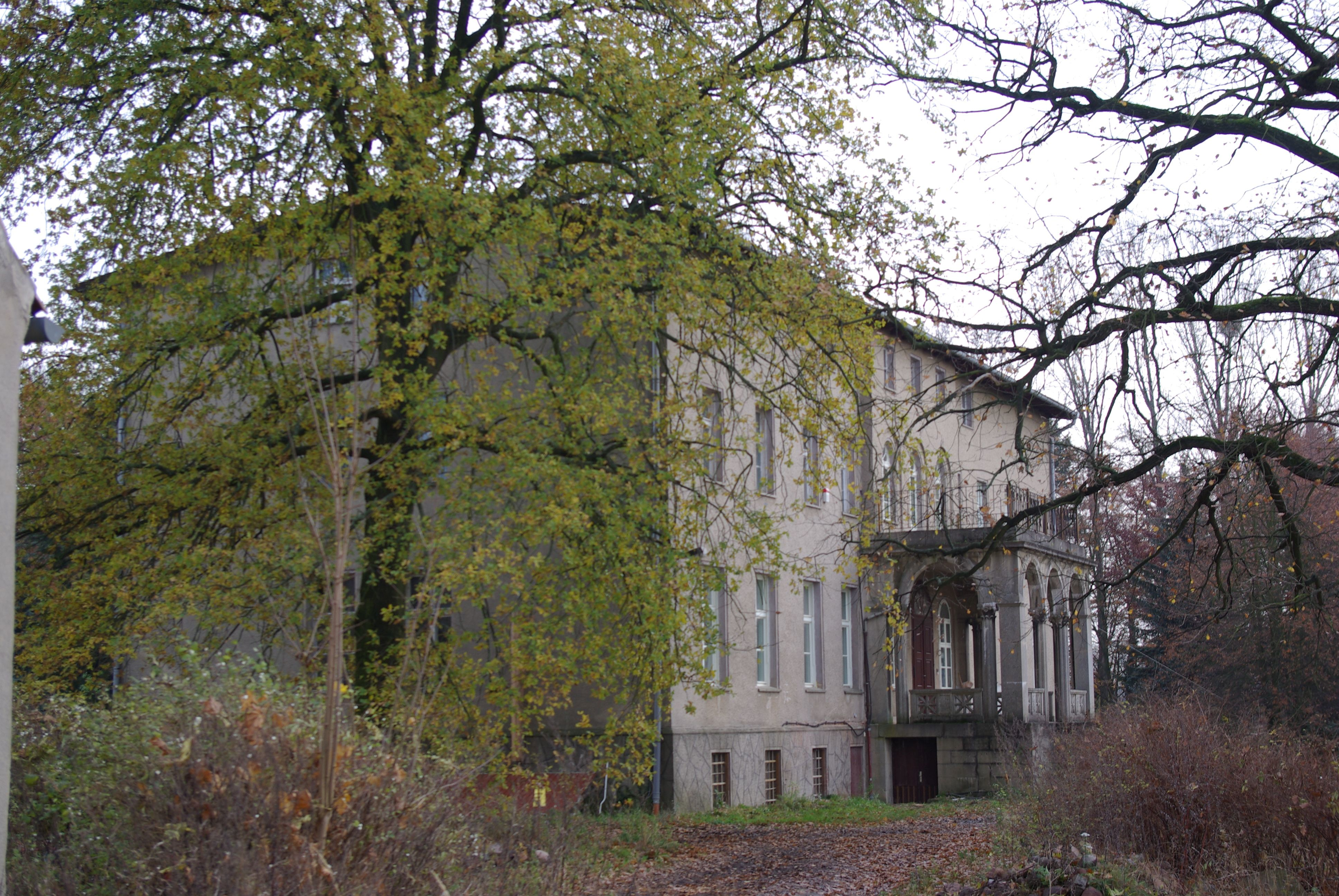
Manoir de Petkus (avant rénovation)
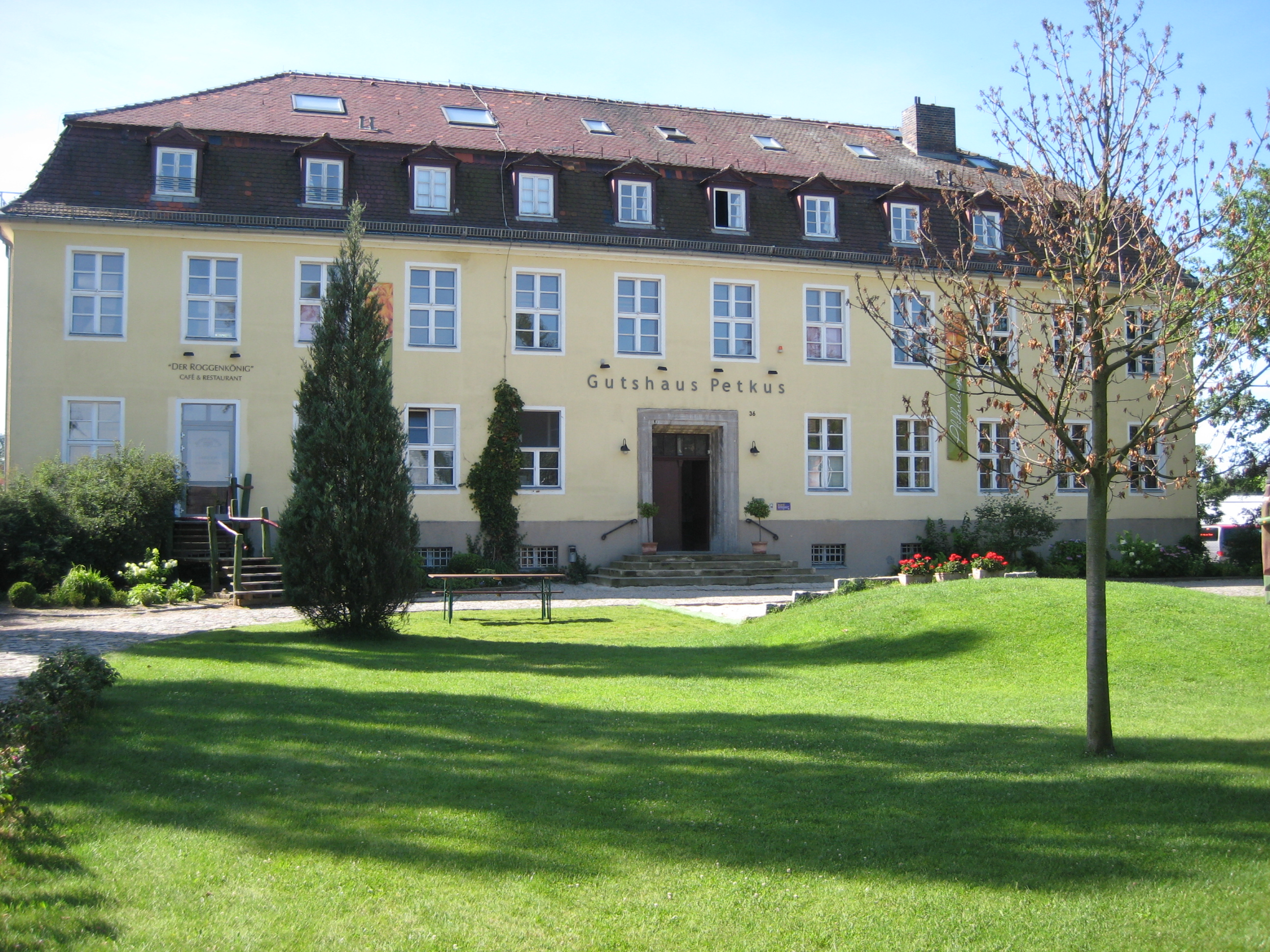
« Skater Hotel » à Petkus
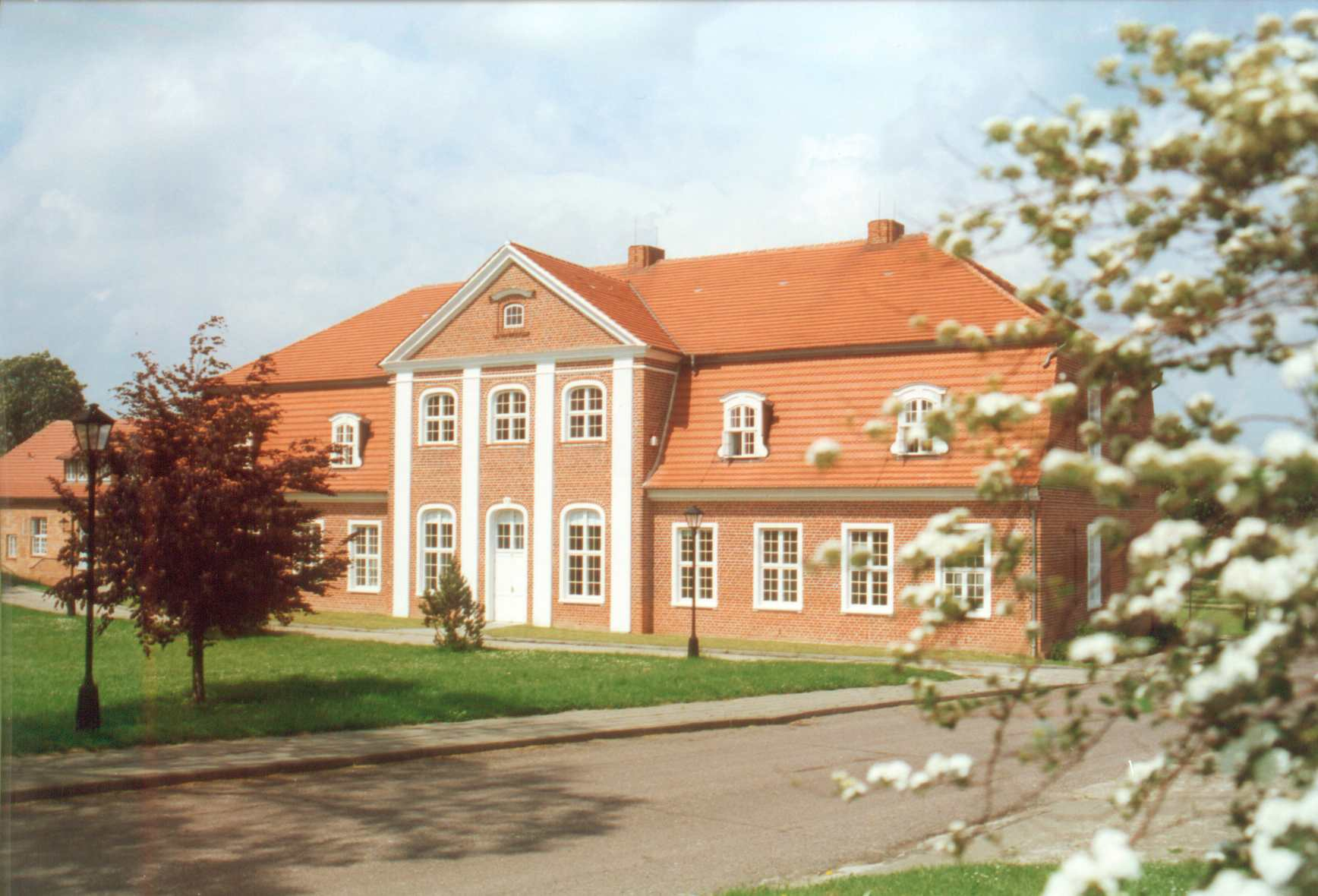
Domaine de Gülzow, Mecklembourg (propriété de la famille de 1921 à 1945)

## Blason

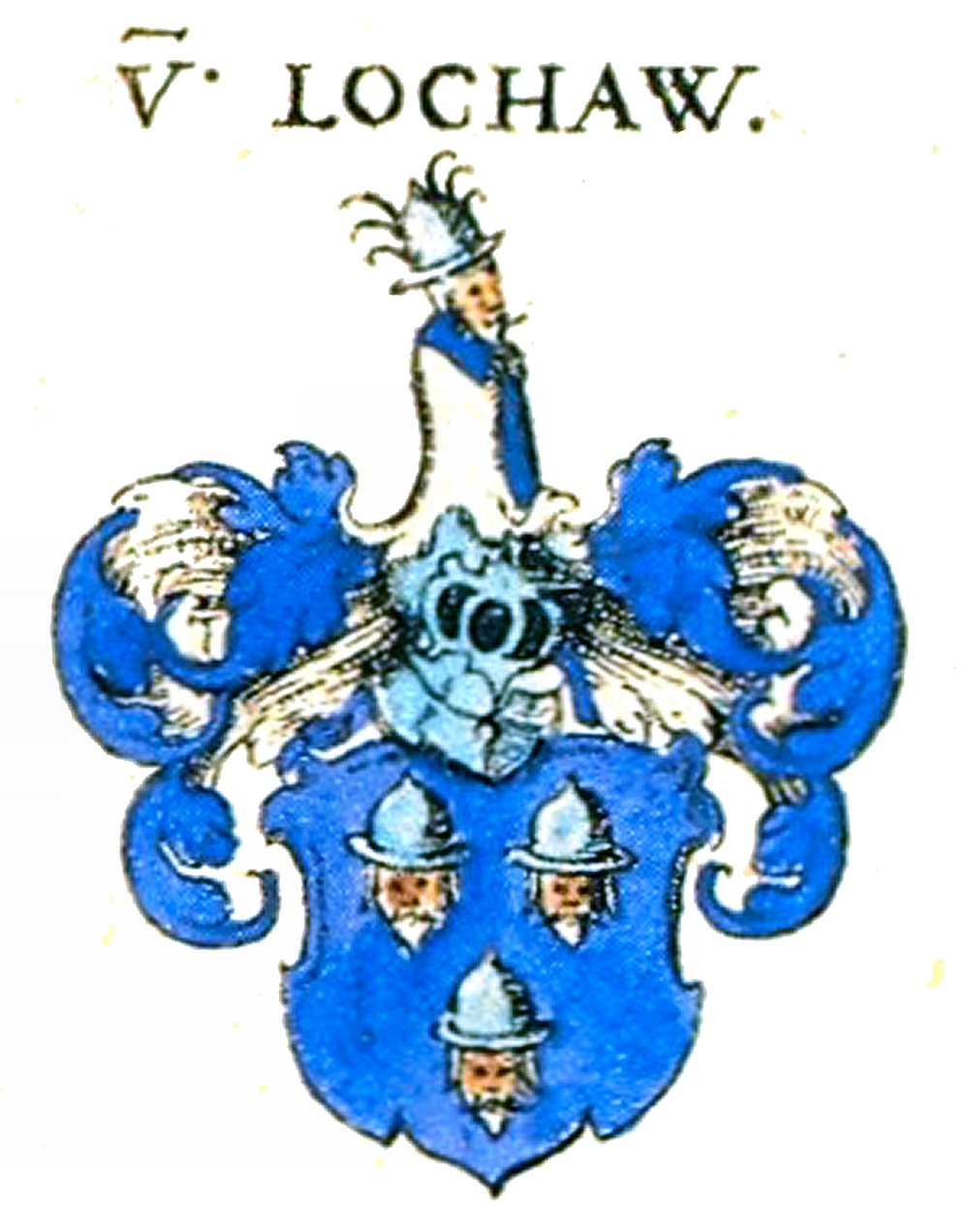
Armoiries de la famille von Lochow dans le livre des armoiries de Johann Siebmacher (1605)

Les armoiries de la famille représentent en bleu trois (2:1) têtes masculines barbues avec des chapeaux en fer argenté (chapeau tatar). Sur le casque se trouve le torse d'un homme avec des vêtements fendus bleu-argent et un col bleu-argent. L'aconit sur la tête barbue est décoré de trois plumes de coq noires de chaque côté. Les couvre-casques sont bleus et argentés.

## Personnalités
- Ferdinand Karl Friedrich von Lochow (1818–1892), à Räckendorf
  - Hans von Lochow (1861–1935), capitaine prussien
- Ferdinand von Lochow-Lübnitz (1819–1865), sur Petkus, et Agnes von Schlieben-Rackith (1827–1915)
  - Ferdinand von Lochow (de) (1849–1924), propriétaire foncier et sélectionneur d'une nouvelle variété de seigle
    - Ferdinand von Lochow IV (de) (1884–1931), agronome

  - Erich von Lochow (1853–1922), lieutenant général prussien
  - Ewald von Lochow (1855–1942), général d'infanterie prussien et commandant général du 3e corps d'armée pendant la Première Guerre mondiale
  - Werner von Lochow (1861–1908), agriculteur, temporairement à Schenkendorf (Basse-Lusace), et Anna von Köppen (de) (1870–1936), fille du lieutenant-général Gustav von Köppen (de)
- Karl von Lochow (1823–1892), de Lübnitz, et Elise von Blücher (1830–1898)
  - Kunz von Lochow (1864–1922), à Lübnitz
    - Kunz Jr. von Lochow (1906–1988), avec ses frères et sœurs à Lübnitz[9]

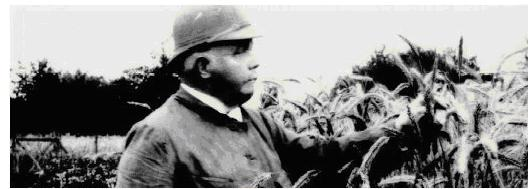
Ferdinand von Lochow (de)-Petkus (1849–1924)
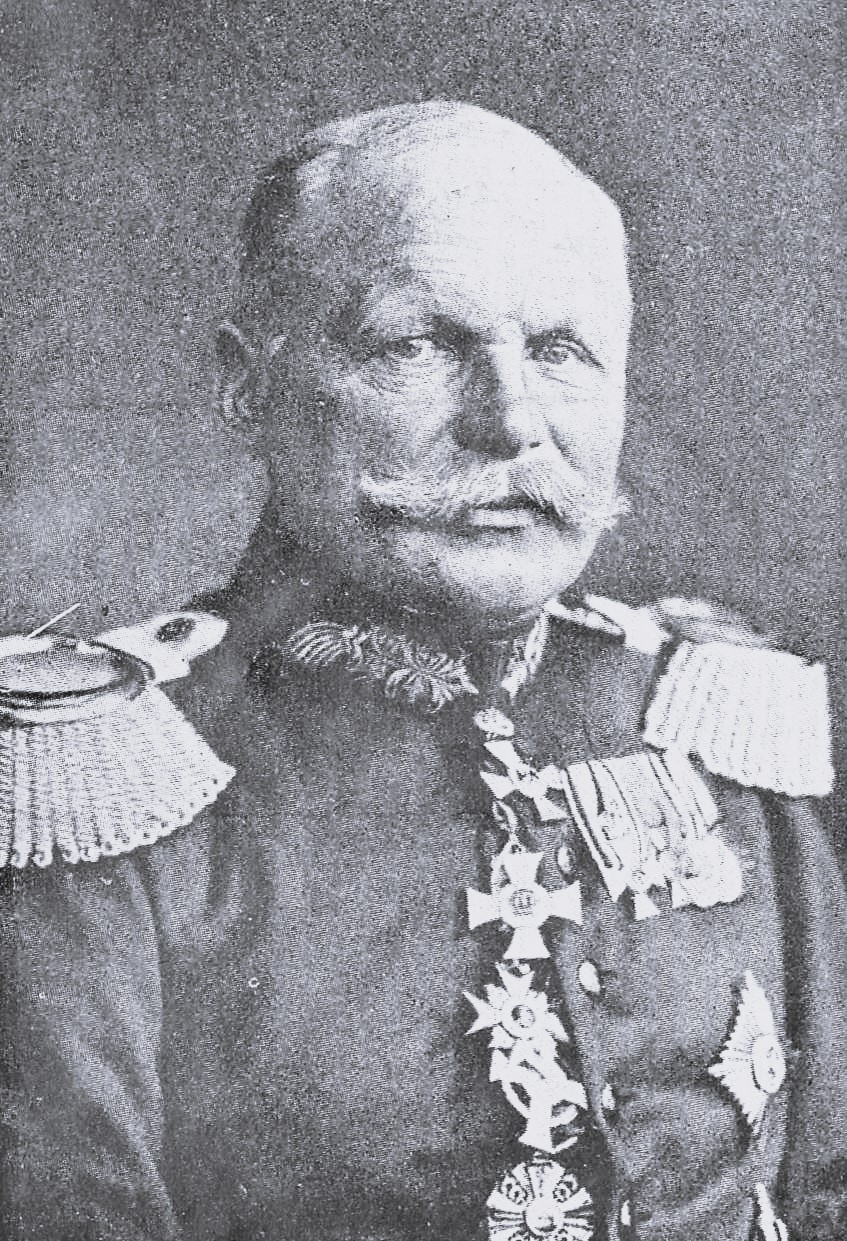
Général Ewald von Lochow (1855–1942)